# Acmella repens
Acmella repens là một loài thực vật có hoa trong họ Cúc. Loài này được (Walter) Rich. ex Pers. mô tả khoa học đầu tiên năm 1807.